# Poema didáctico
El poema didáctico es un subgénero de la Didáctica, género natural eterno cuya función es la enseñanza. Se trata de una exposición larga de conocimientos que utiliza el verso como fórmula más cómoda y mnemotécnica. Proviene del verbo griego διδάσκειν, «enseñar»). Por lo general toma por tema conocimientos científicos y técnicos, pero también, desde mucho antes que los filósofos presocráticos, se ha usado para divulgar doctrinas filosóficas, literarias o morales. 

## Poesía[1]didáctica

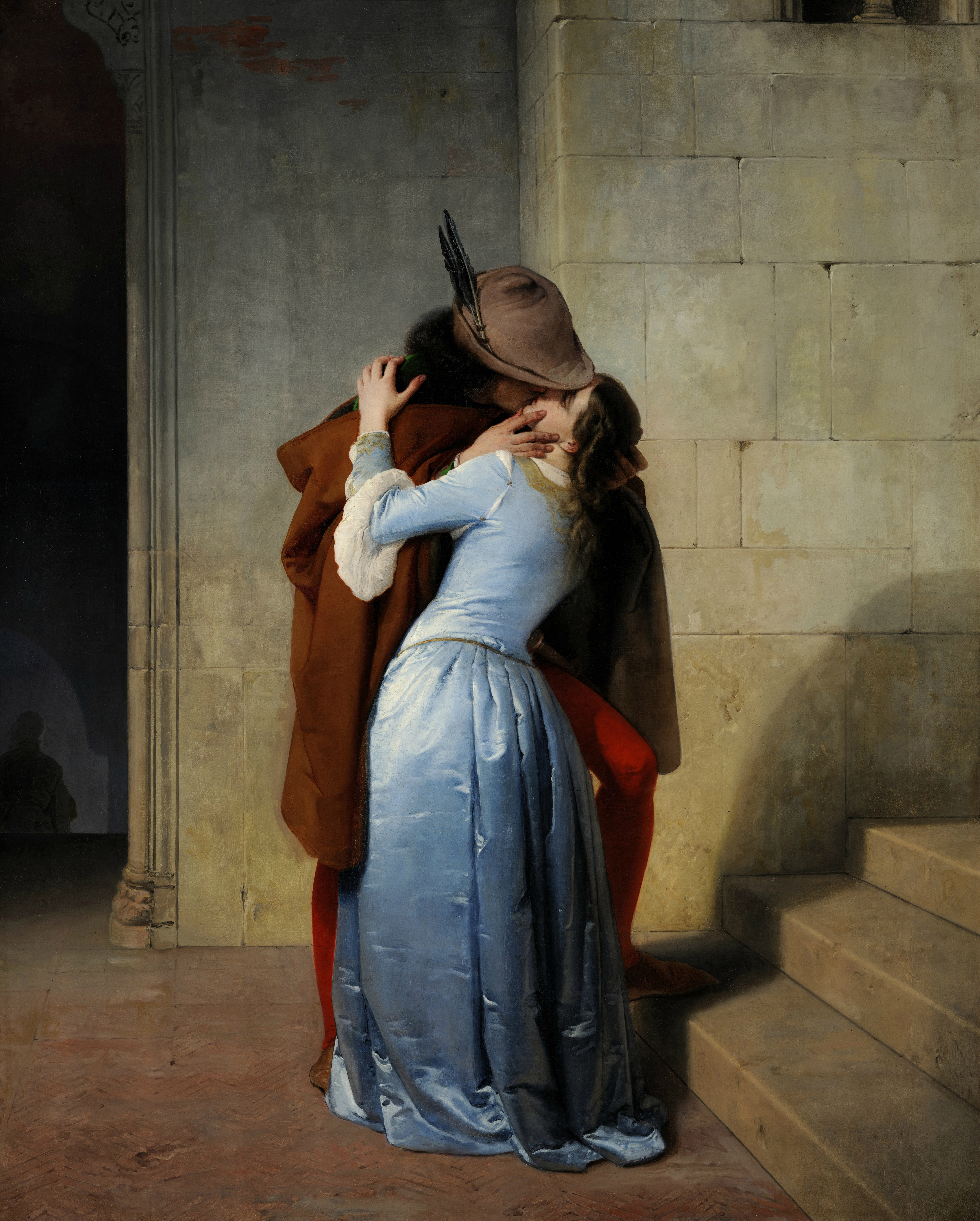
El Beso (Pinacoteca de Brera, Milán, 1859)

La expresión poesía didáctica aparece a la mentalidad moderna como paradójica, porque desde el Romanticismo se cree que el verso es natural para la expresión íntima y subjetiva; pero para los antiguos el verso era sobre todo un procedimiento mnemotécnico y educativo bastante útil por su exigencia de concisión. Como primitiva literatura, los proverbios y refranes condensaban en forma de verso la experiencia y la sabiduría popular; las fábulas de Esopo, que se escribieron en un principio en prosa, terminaron por escribirse en verso desde Fedro para ser mejor aprendidas por los niños. 
En Grecia la poesía didáctica fue muy rica desde época arcaica (Los trabajos y los días y la Teogonía de Hesiodo), poemas filosóficos de los Presocráticos "sobre la naturaleza", los Versos áureos atribuidos a Pitágoras, poesía gnómica de Solón...). Más tarde, ya desarrollada plenamente la literatura, el papel de los poemas didácticos se diversificó según distintos intereses. Aún está presente en la literatura latina antigua y en las de la Edad Media y la época moderna desde el siglo XVI al siglo XVIII. Pero fue este último y la Ilustración el último siglo y corriente que en Occidente cultivó la poesía didáctica; se puede citar, por ejemplo, la 'Épître sur la philosophie de Newton o el Discours sur l'homme de Voltaire.

## Autores de poemas didácticos

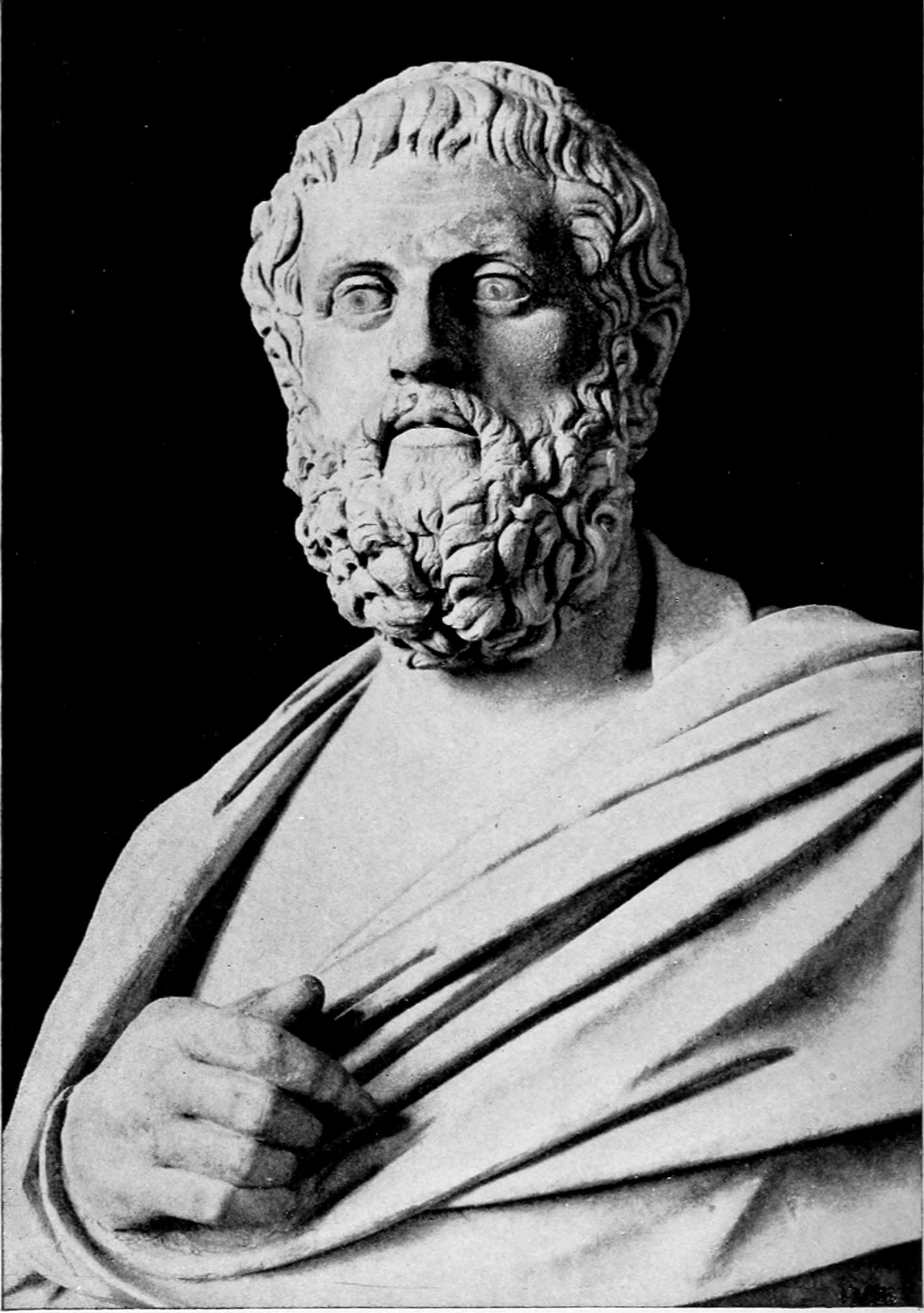

### Literatura griega[4]
- Hesiodo, Trabajos y días, la Teogonía
- Empédocles, La naturaleza, Las purificaciones
- Parménides, La naturaleza
- Arato, Los Fenómenos
- Nicandro de Colofón, las Thériaka, los Alexipharmaka
- Dionisio Periegeta, Viaje alrededor del mundo
- Oppiano de Anazarbus, las Haliéuticas

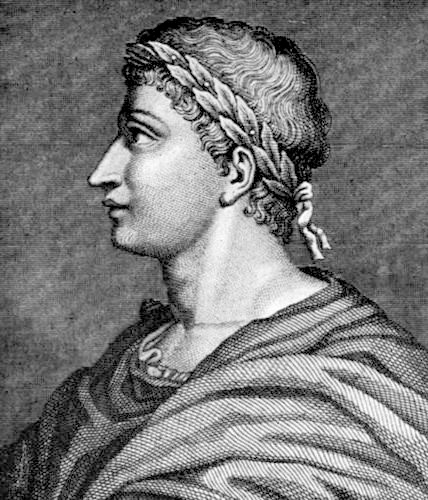

- Oppiano de Siria, las Cinegéticas

### Literatura latina[5]
- Lucrecio, De rerum natura o La Naturaleza
- Virgilio, Las Geórgicas
- Horacio, Epístola a los Pisones o Arte poética
- Marco Manilio, Las Astronómicas
- Ovidio, Los Fastos, Arte de amar, De remedia amoris
- Avieno, Descripción de la Tierra, Ora maritima
- Columela, libro X de su De re rustica (sobre horticultura)
- Marciano Capella, Las bodas de Mercurio y Filología
- Los Dísticos de Catón
- Alexandre de Villedieu, Doctrinale puerorum y Carmen de algorismo
- Lorenzo Valla, De grammatica
- Lucilio el menor, Aetna

### Literatura hispánica[6]
- Arcipreste de Hita, Libro de Buen Amor
- Francisco López de Villalobos, Sumario de Medicina

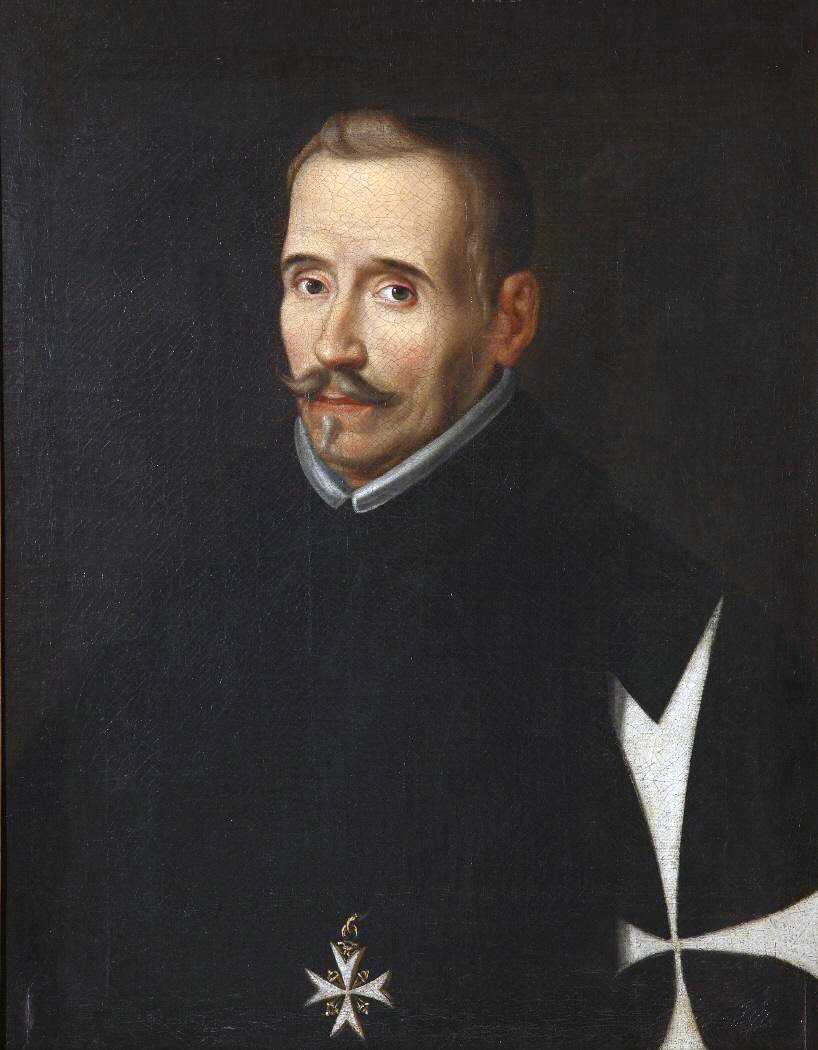

- Lope de Vega, Arte nuevo de hacer comedias
- Tomás de Iriarte, La música
- Diego Rejón de Silva, La Pintura
- Cándido María Trigueros, Viaje al cielo del poeta filósofo
- José de Viera y Clavijo, Los aires fijos y Las bodas de las plantas
- José Iglesias de la Casa, La Teología
- Andrés Bello, La agricultura de la zona tórrida

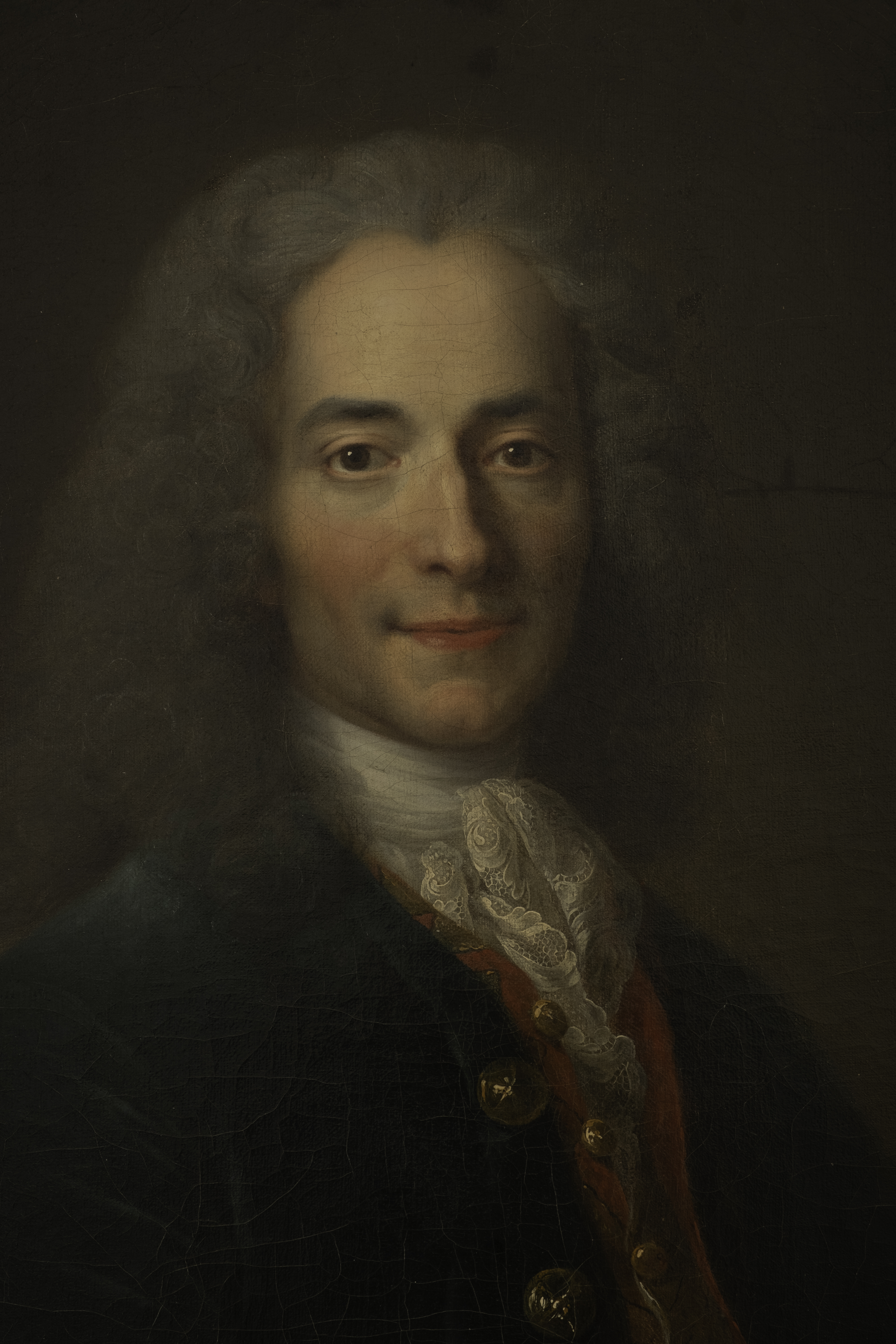

### Literatura francesa[7]
- Pierre de Ronsard, De la chasse, Institution pour l'adolescence du roi Charles IX
- Guillaume du Bartas, La Sepmaine
- Nicolas Boileau, Art poétique
- Louis Racine, La Religion
- Voltaire, Épître sur la philosophie de Newton, Discours sur l'homme
- Jean-Antoine Roucher, Les Mois

### Literatura inglesa
- Alexander Pope, Ensayo sobre la crítica (1711)[8]
- Alexander Pope, Ensayo sobre el hombre (1734)[8]

- Datos: Q777828